# Sabanca, Polatlı
Sabanca là một xã thuộc huyện Polatlı, tỉnh Ankara, Thổ Nhĩ Kỳ. Dân số thời điểm năm 2011 là 48 người.